# Султантепе (квартал)
Султантепе (на турски: Sultantepe) е квартал в район Юскюдар в азиатската част на Истанбул, Турция. Името Султантепе означава „султански хълм“.
Традиционният квартал Султантепе е съсредоточен върху обществен площад на върха на хълм с изглед към историческия център на Юскюдар. Поради реорганизацията на правителството сегашният официален квартал сега включва традиционния квартал на върха на хълма и склоновете в допълнение към почти целия бивш квартал Хаджъ Хесна Хатун, части от бившия квартал Селманага и части от кварталите Иджадийе и Кузгунджук.
През византийските времена на върха на хълма е имало сграда с мраморни колони, вероятно църква.
По време на Османската империя, според един източник, кварталът е избран за резиденция от жена в двора на Сюлейман Великолепни, Хаджъ Хесна Хатун (Дамата Хесна Хаджията), бавачка на дъщеря му Михримах Султан. Докато Михримах израства и Хесна се подготвя за пенсиониране, Хесна моли Михримах за място, от което може да наблюдава султана и неговия дворец. Михримах ѝ дава земята, която сега е Султантепе и има резиденция, построена за нея там. Според друг източник Михримах била болна от туберкулоза и лекарите ѝ я изпратили в Султантепе за по-здравословен въздух. Хесна я придружила и наредила да се построи джамия там.
Султантепе е предимно жилищен квартал. Предприятията за търговия на дребно са концентрирани по авеню Селмани Пак в южния край на квартала и около площада на върха на хълма.
Училищата в квартала включват начално училище Сулнантепе, гимназия Халиде Едип Адъвар и търговска гимназия Юскюдар. Училище е основано в къщата в Султантепе на турския писател и педагог Халиде Едиб Адъвар през 1925 г. и отново през 1937 г.; къщата обаче се срутва през 1939 г. Сегашното начално училище Султантепе е построено на негово място.
Джамиите в квартала включват Hacı Hesna Hatun (първо построена през 16-ти век, преустроена 1900 г., ремонтирана 1957 г.), Bâkî Efendi (построена 1644 г., ремонтирана 1875 г.), и Mirzâzâde (построена 1730 – 1), около върха на хълма; Шейх Мустафа Девати и Абди Ефенди, в бившия квартал Селманага; и Абдурахман Ага (построен 1766 – 7, възстановен или ремонтиран 1832 – 33, 1965 и 1995) в Пашалиманъ.
Едно от най-важните исторически места в квартала е Özbekler Tekkesi (хижата на узбекските дервиши), построена за първи път през 1750 г. за поклонници от Централна Азия, вероятно на мястото, където такива поклонници традиционно разпъват своите палатки. Текето е управлявано от ордена Накшбанди и е възстановено през 1844 г. Изиграва роля във войната за независимост на Турция като убежище и място за срещи на членове на съпротивата, комуникационен център, болница и оръжеен склад. На североизток от хижата е гробището на текето, което съдържа гробовете на шейховете на текето и други, свързани с текето. Сред погребаните там са Мюнир Ертегюн, Несухи Ертегюн и Ахмет Ертегюн. На входа на гробището е гробът на Али Ръза Ефенди, за когото не се знае нищо, освен че е починал на 15 години.
Най-голямото зелено пространство в района е Fethi Paşa Korusu (Fethi Pasha Grove), в североизточния край на квартала.